# Outdoor Life
Outdoor Life es una revista acerca de al aire libre; incluyendo temas relacionados con acampar, pescar, cazar y técnicas de supervivencia . Es una revista hermana de Field & Stream . Junto con Sports Afield, Money (revista) los considera los Tres Grandes de las publicaciones al aire libre estadounidenses. Outdoor Life se publicó en Denver, Colorado, en enero de 1898 por primera  vez. Su fundador y editor en jefe (1898 – 1929), JA McGuire, pretendía que Outdoor Life fuera una revista para deportistas, escrita por deportistas, que cubriera todos los aspectos de la arena al aire libre.

## Historia

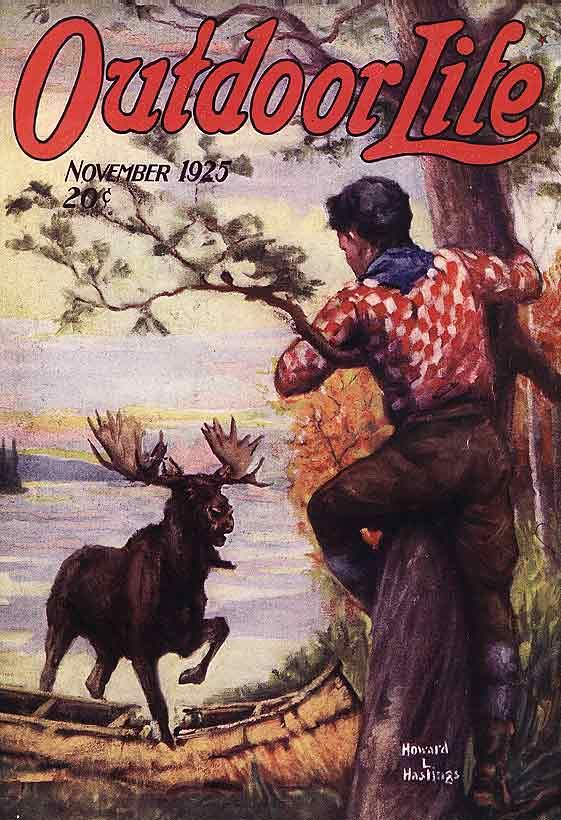
Portada del número de noviembre de 1925

El primer número incluyó un artículo acerca de una cacería de alces en Alaska y consejos sobre los nativos americanos . Algunas de las secciones originales se titulaban "Fotografía", "Trampa y objetivo" y "En el juego y el campo".
Outdoor Life fue una publicación innovadora. En 1903 se imprimió la primera fotografía en la portada en blanco y negro. Poco tiempo después, en 1906, apareció la primera portada en color de la revista.
La cobertura editorial de Outdoor Life siguió los intereses de su audiencia incursionando en temas como aviación, navegación y los vehículos motorizados . Sin embargo, se mantuvo fiel a su enfoque original: el amante de la naturaleza. A lo largo de los años, muchas personas notables han contribuido a la revista: el expresidente Teddy Roosevelt contribuyó desde 1901 hasta 1904; Zane Gray, un conocido escritor de aventuras y pescador de caza mayor, fue un colaborador frecuente entre 1918 y 1932; y Ernest Hemingway estuvo acompañado por un escritor de Outdoor Life en un viaje de pesca de marlín a Cuba en 1935. Otros colaboradores famosos incluyen a Amelia Earhart, Clark Gable y Babe Ruth .
En 1934, Outdoor Life se mudó de su ubicación original en Denver a la ciudad de Nueva York, donde permanece hasta la. Durante muchos años, Outdoor Life fue propiedad de Popular Science Publishing Company, que fue comprada por Times Mirror en 1967. Time Inc. compró las revistas Times Mirror en 2001. En 2007, Time Warner vendió Outdoor Life y varias otras publicaciones a Bonnier Corporation, propietaria de la revista en la actualidad.
Outdoor Life se redujo de 9 números al año a una publicación trimestral en enero de 2018.
El 9 de junio de 2021, Outdoor Life anunció el cese de la publicación impresa y cambiando a un formato completamente digital.

## Otros medios y premios
La revista adquirió la licencia de su título para el canal de cable Outdoor Life Network desde su lanzamiento en 1996 hasta 2006, cuando la red desestimó drásticamente los programas sobre pesca y caza, y cambió su nombre a Versus (que eventualmente se convertiría en NBCSN ). El nombre de Outdoor Life Network se mantuvo en la versión canadiense del canal.
El Premio a la Conservación de la Vida al Aire Libre se otorgó por primera vez en 1923 a aquellos que “ logren el mayor bien para la causa de los deportistas en los Estados Unidos”, dijo el fundador JA McGuire; Jimmy Carter es el destinatario más famoso. También hay un compromiso de conservación de la vida al aire libre . Establecido en 1946 y luego revisado en 1993, ha sido tomado por miles de personas, incluidos Harry Truman y Al Gore, y aparece en la página de cartas de cada número de la revista. El compromiso dice: “ Me comprometo a proteger y conservar los recursos naturales de América. Prometo educar a las generaciones futuras para que puedan convertirse en cuidadores de nuestra agua, aire, tierra y vida silvestre.  En 2004, la revista lanzó un juego de computadora.